# The Hunting Wives
The Hunting Wives est une série télévisée américaine créée par Rebecca Cutter, sortie le 21 juillet 2025 sur Netflix.
Il s'agit de l'adaptation du roman de l'autrice américaine May Cobb, paru en 2021.

## Synopsis
Sophie O'Neil déménage dans l'est du Texas et succombe aux charmes de la mondaine Margo. Sa vie est bientôt consumée par l'obsession, la séduction et le meurtre.

## Distribution
- Malin Åkerman : Margo Banks
- Brittany Snow : Sophie O'Neil
- Dermot Mulroney : Jed Banks
- Evan Jonigkeit : Graham O'Neil
- Chrissy Metz : Starr
- Jaime Ray Newman : Callie
- Katie Lowes : Jill
- George Ferrier : Brad